# Brent Larkham
Brent Larkham (* 8. Januar 1972 in Canberra, Australian Capital Territory) ist ein ehemaliger australischer Tennisspieler.

## Leben
Larkhams Eltern besaßen ein Tenniszentrum und arbeiteten beide als Tennistrainer. Sowohl Brent als auch sein zwei Jahre jüngerer Bruder Todd wurden daher von Kindesbeinen an an den Tennissport herangeführt. 1991 wurde er Tennisprofi und spielte zuerst auf den unterhalb der ATP Challenger Tour angesiedelten ATP-Satellite-Turnieren. Im ersten Jahr konnte er zwei dieser Turniere und damit erste Weltranglistenpunkte gewinnen. 1992 gewann er an der Seite des Briten Darren Kirk das Challenger-Turnier von Bristol, bei dem er im Einzelwettbewerb zudem das Viertelfinale erreichen konnte. Seinen ersten Einzeltitel errang er 1993 im australischen Launceston durch einen Finalsieg gegen Nicklas Utgren. Bei Turnieren der ATP Tour scheiterte er meist schon in der Qualifikation, eine Ausnahme bildeten die Queen’s Club Championships 1994, als er gegen Patrick McEnroe siegte und in der zweiten Runde Stefan Edberg unterlag.
Im Laufe seiner Karriere konnte er zwei Einzeltitel und drei Doppeltitel auf der Challenger Tour erringen. Seine höchste Notierung in der Tennisweltrangliste erreichte er 1994 mit Position 108 im Einzel sowie 1995 mit Position 128 im Doppel.
Sein bestes Einzelergebnis bei einem Grand-Slam-Turnier war das Erreichen der dritten Runde bei den Australian Open 1994, wobei er in der zweiten Runde gegen Amos Mansdorf siegreich war. In der Doppelkonkurrenz konnte er sich zwischen 1994 und 1996 in drei aufeinander folgenden Jahren für die Australian Open qualifizieren, scheiterte aber wie 1994 in Wimbledon immer in der ersten Runde.
1998 trat er aufgrund einer Rückenverletzung vom Profisport zurück. Nach dem Ende seiner Spielerkarriere war er als Tennistrainer unter anderem für seinen Bruder Todd, Wayne Arthurs, Paul Hanley und Richard Fromberg tätig. Seit 2006 ist Larkham Cheftrainer beim Australian Institute of Sport.

## Turniersiege
| Legende                       |
| Grand Slam                    |
| Tennis Masters Cup            |
| ATP Masters Series            |
| ATP International Series Gold |
| ATP International Series      |
| ATP Challenger Series (5)     |

### Einzel

#### Turniersiege
| Nr. | Datum             | Turnier    | Belag       | Finalgegner      | Ergebnis      |
| --- | ----------------- | ---------- | ----------- | ---------------- | ------------- |
| 1.  | 19. Dezember 1993 | Launceston | Teppich (i) | Nicklas Utgren   | 6:3, 4:6, 7:6 |
| 2.  | 24. Juli 1994     | Tampere    | Sand        | Alejo Mancisidor | 7:6, 1:6, 6:3 |

### Doppel

#### Turniersiege
| Nr. | Datum            | Turnier | Belag | Partner          | Finalgegner                    | Ergebnis      |
| --- | ---------------- | ------- | ----- | ---------------- | ------------------------------ | ------------- |
| 1.  | 12. Juli 1992    | Bristol | Rasen | Darren Kirk      | Kent Kinnear Peter Nyborg      | 3:6, 7:6, 6:4 |
| 2.  | 5. Dezember 1993 | Perth   | Rasen | Paul Kilderry    | Ben Ellwood Mark Philippoussis | 7:6, 6:3      |
| 3.  | 11. Juni 1995    | Fürth   | Sand  | Andrew Kratzmann | Ken Flach Kent Kinnear         | 6:4, 6:7, 7:6 |